# Coseano
Coseano (Cosean in friulano) è un comune italiano di 1 995 abitanti del Friuli-Venezia Giulia.

## Storia
Il comune venne istituito ufficialmente nel 1818, per scorporo delle frazioni di Coseano, Coseanetto e Maseriis dal comune di Dignano e delle frazioni di Barazzetto, Cisterna e Nogaredo di Corno da quello di Flaibano.
Il 21 e 22 ottobre 1866, dopo la terza guerra di indipendenza, ci fu il passo formale di votare per il plebiscito a suffragio universale maschile per convalidare il passaggio del Veneto (che allora comprendeva anche gran parte del Friuli) al Regno d'Italia, già sancito dal Trattato di Vienna sottoscritto il precedente 3 ottobre 1866. In questo contesto, Coseano fu il paese in cui si ebbe il maggior numero di voti contrari all'annessione al Regno d'Italia: 219 Sì e 25 No (nell'intero territorio che oggi rappresenta le province di Udine e Pordenone ci furono solo 36 No su circa 105 000 votanti) e per questo il paese è anche conosciuto come Coseàn dal no (Coseano del no). Tale risultato fu considerato uno scandalo e provocò gravi malumori, tanto che il presunto responsabile del rifiuto, individuato nel parroco don Antonio Riva (1806-1882), dovette scappare da un linciaggio travestendosi da carabiniere.
Di don Riva è conservata anche una breve lettera datata 9 giugno 1870, scritta da Majano del Friuli, nei giorni in cui il sacerdote era "parroco quiescente di Coseano". In tale messaggio il prete difese l’infallibilità del Papa contro gli attacchi dei suoi nemici e probabilmente questa lettera ci conferma anche quello che fu sempre l’unico obiettivo per cui il religioso impiegò le sue energie: la difesa della Religione Cattolica e del Pontefice.

## Geografia fisica
Il territorio del comune di Coseano si trova nella parte nord-occidentale della pianura friulana, a circa 18–25 km ad ovest del capoluogo friulano, allungandosi ad ovest verso il corso del Tagliamento e a est oltre quello del torrente Corno e del canale Ledra, uno degli ultimi territori pianeggianti a ridosso dei primi rilievi collinari a nord del comune, con la sua altitudine che varia dai 100 metri della frazione Barazzetto ai 140 in località Coseanetto.

### Simboli
Nello stemma comunale, concesso con regio decreto dell'11 luglio 1941, è raffigurato, su sfondo azzurro, il tempietto di Giano posto su campagna di verde. Il gonfalone è un drappo di azzurro.

## Monumenti e luoghi d'interesse

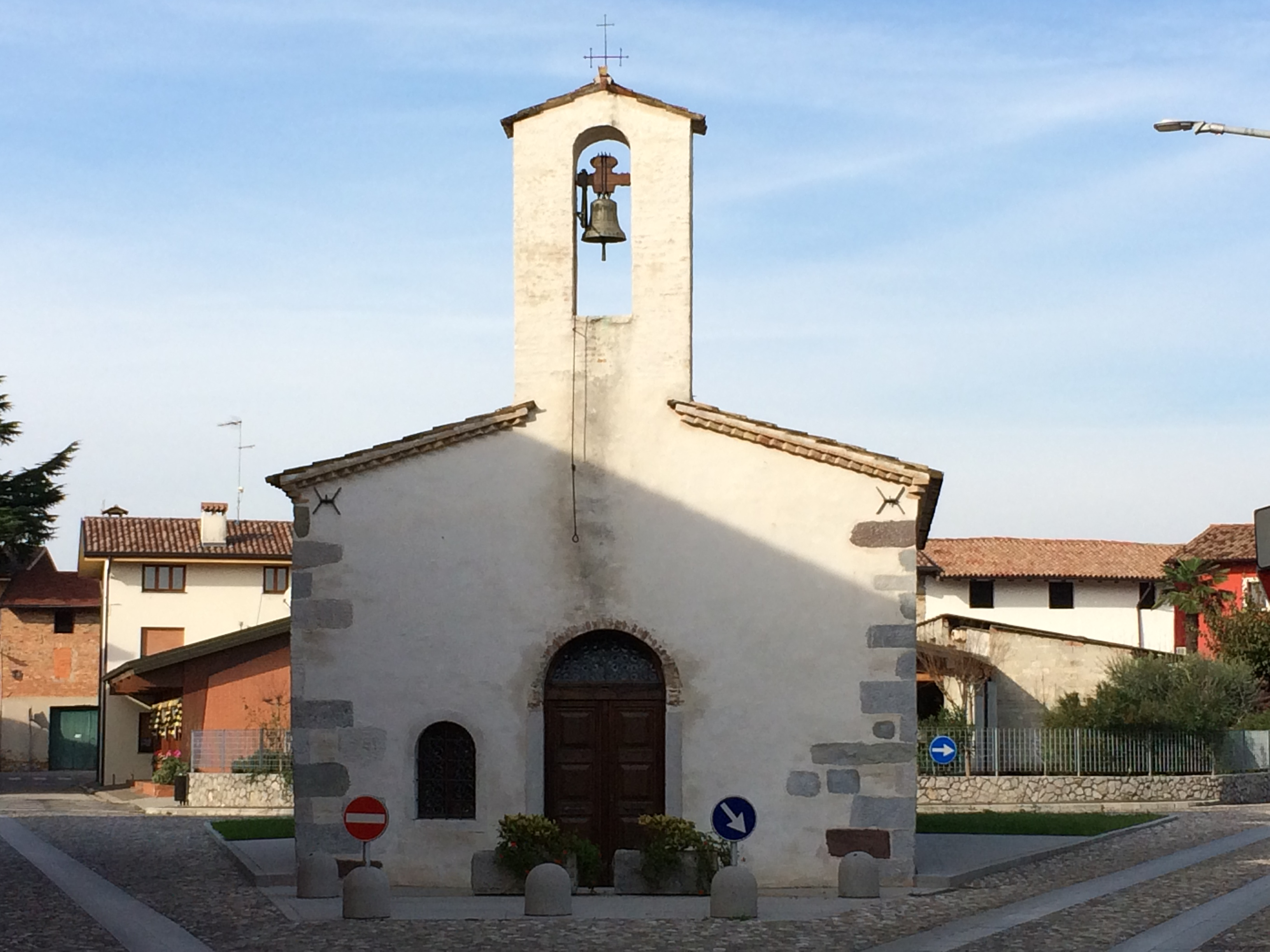
Chiesa di San Rocco

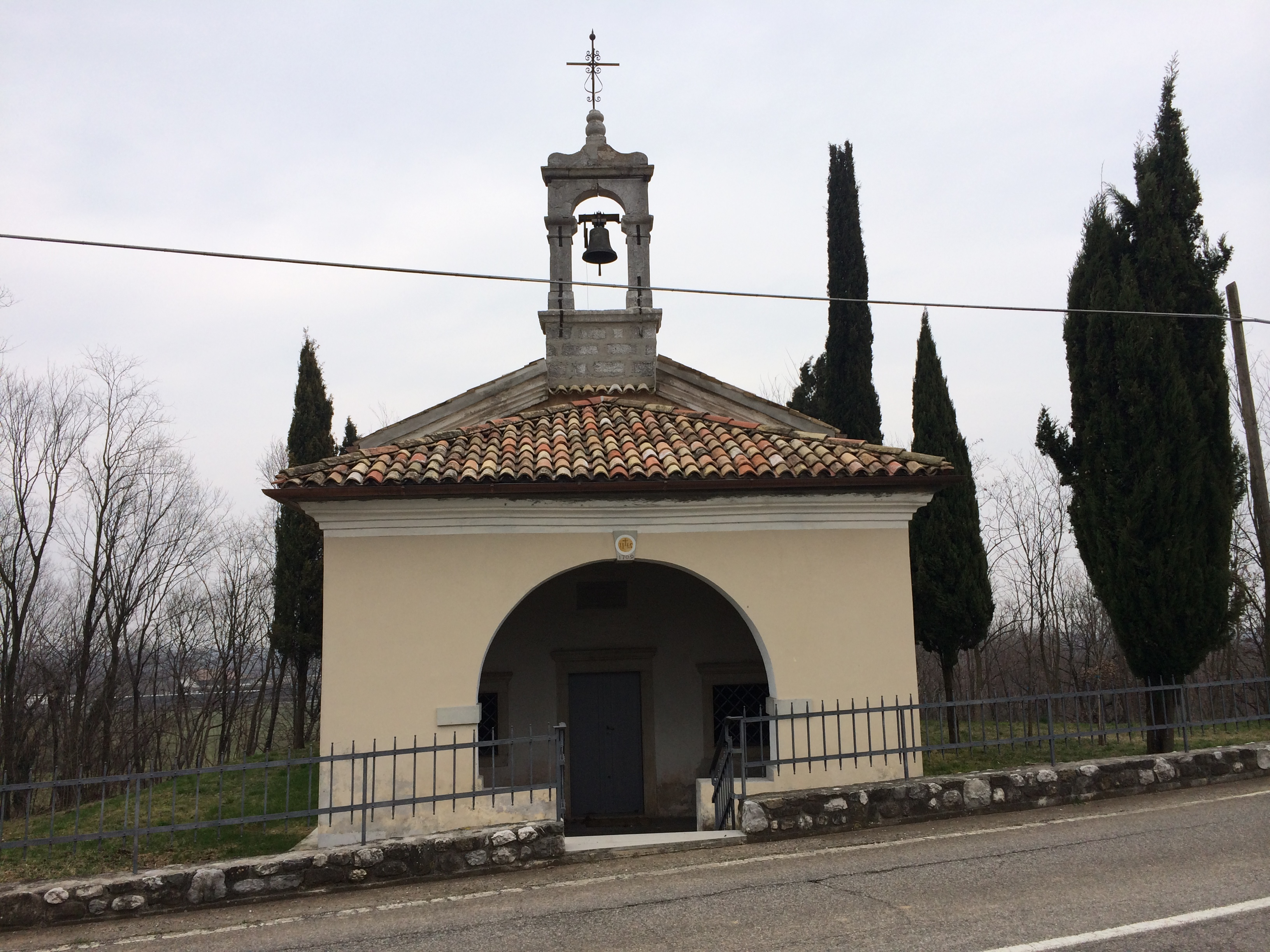
Chiesa di Sant'Andrea

Nel borgo rurale di Barazzetto sono stati effettuati scavi archeologici che hanno portato alla luce significative testimonianze relative soprattutto al periodo romano (dal I secolo a.C. al IV-V secolo d.C.).
- Chiesa di San Giacomo a Coseano
- Chiesa di San Rocco a Coseano
- Chiesa di San Bartolomeo a Coseanetto
- Chiesa di San Biagio a Maseris (o Maseriis), restauro degli affreschi del XVI secolo avvenuto nel 2007-2008
- Chiesa di Sant'Andrea nella campagna tra Coseano e Barazzetto

## Società

### Evoluzione demografica
Abitanti censiti

### Lingue e dialetti
A Coseano, accanto alla lingua italiana, la popolazione utilizza la lingua friulana. Ai sensi della deliberazione n. 2680 del 3 agosto 2001 della Giunta della Regione autonoma Friuli-Venezia Giulia, il Comune è inserito nell'ambito territoriale di tutela della lingua friulana ai fini della applicazione della legge 482/99, della legge regionale 15/96 e della legge regionale 29/2007. La lingua friulana che si parla ad Coseano rientra fra le varianti appartenenti al friulano centro-orientale.

## Amministrazione

### Sindaci dal 1995
| Periodo | Periodo   | Primo cittadino   | Partito              | Carica  | Note |
| ------- | --------- | ----------------- | -------------------- | ------- | ---- |
| 1995    | 1999      | Olivo Pezzetta    | coalizione di centro | Sindaco |      |
| 1999    | 2009      | Adriano Piccoli   | Lista civica         | Sindaco |      |
| 2009    | 2019      | Valerio Del Negro | Lista civica         | Sindaco |      |
| 2019    | in carica | David Asquini     | Lista civica         | Sindaco |      |

### Gemellaggi
- Finale Ligure
- Aubiac, dal 2016